# Orosz bizánci katolikus egyház
Az orosz bizánci katolikus egyház (oroszul: Российская греко-католическая церковь) elsősorban Oroszország területén elterjedt vallási közösség, mely egységben áll a katolikus egyházzal és a bizánci rítust követi. Hívei számára két apostoli exarchátust hoztak létre: Oroszországban 1917-ben, és Kínában Harbinban 1928-ban.

## Előzményei
A kelet-nyugati egyházszakadás utáni időszakban oroszországi keresztény családok egy kis csoportja megmaradt abban a szándékában, hogy fenntartsa az egységet a római szentszékkel. Őket ókatolikusoknak nevezték (nem tévesztendő össze a név a Döllinger-féle, az első vatikáni zsinat után a római katolikus egyházból kivált ugyanilyen elnevezésű ókatolikusokkal). Az orosz ókatolikusok helyzete és kapcsolatuk a későbbi bizánci rítusú orosz katolikusokkal nem tisztázott.
A XIX. század végén Vlagyimir Szergejevics Szolovjov orosz költő és vallásfilozófus elmélete volt, hogy ahogyan az egész világnak a cárra mint uralkodóra van szüksége, úgy az egész keresztény egyháznak a római pápa vezetése alatt kellene állnia. Egy Nyikolaj Tolsztoj nevű orosz ortodox pap Szolovjov tanítását követve egységre lépett a római székkel az antiókhiai melkita bizánci rítusú patriarchátuson keresztül. Ő szolgáltatta ki az utolsó kenetet halálakor Szolovjovnak, aki úgy tartotta, hogy ezzel együtt megmaradt az ortodox egyház tagjának. Az orosz ortodox egyház Tolsztoj pópát hitehagyottnak és "expapnak" tekintette, viszont azt a felfogást tartotta, hogy Szolovjov hithű ortodoxként halt meg. Szolovjov azonban soha nem tagadta meg a meggyőződését a Rómával való egység fontosságát illetően. Ez összhangban áll azzal, hogy a későbbi bizánci szertartású orosz katolikusok is nem egyszer "Rómával egységben lévő orosz ortodoxoknak" vallják magukat.

## Története
A cári orosz birodalomban az 1800–as években a bizánci rítusú katolicizmus törvénytelennek számított, egészen 1905-ig, amikor II. Miklós cár meghirdette a vallási toleranciát. Ezt követően szerveződhetett meg a görögkatolikus közösség. Az 1917-ben felállított első apostoli exarchátus vezetője az orosz katolikus áldozópap, Leonyid Fjodorov lett. Azonban az októberi forradalom hamarosan szétszórta az orosz bizánci katolikusokat, szibériai fogolytáborokba kerültek, illetve az orosz diaszpóra egyik alapjává váltak szerte a világon. 1923 tavaszán Leonyid Fjodorov exarchát ellenforradalmi tevékenységért Nyikolaj Krilenko bíróság elé állította, tíz évre ítélték és a szolovki koncentrációs táborba vitték, ahonnan 1932-ben szabadult, majd három év múlva meghalt. 2001-ben II. János Pál pápa boldoggá avatta.
1928-ban egy második apostoli exarchátust is felállítottak Harbinban, a Kínában élő orosz ortodox katolikusok számára.
A Szovjetunió összeomlása után kezdtek újra megjelenni orosz katolikusok a nyilvánosság előtt. Szergej Golovanov orosz bizánci katolikus pap egy 2005-ös cikkében arról számolt be, hogy ekkoriban három orosz katolikus pap szolgált orosz földön, akik a bizánci liturgiát végezték.

## Az egyházszervezet újraépítése a rendszerváltás után
Az 1997–2003 közötti időszakban az orosz bizánci rítusú katolikusok többször kérték a Vatikánt, hogy a hosszú széküresedés után jelöljön ki számukra újból egy exarchát. Egy ilyen lépés azonban az orosz ortodox egyház erős ellenállásába ütközött volna, így a Szentszék ökumenikus aggodalmaktól vezérelve óvakodott eleget tenni a kérésnek. 2004 novemberében Szentpéterváron az orosz görögkatolikus templomban Joseph-Marie de Wolf vezetésével tartottak egy háromnapos találkozót a klérus és a laikusok számára. Ez volt a bizánci rítusú katolikus világiak első kongresszusa. Ezután a Vatikán lépéskényszerbe került, miután az exarchátus területén működő orosz bizánci katolikus papok gyűlése, alkalmazva a széküresedés esetére vonatkozó egyházjogi rendelkezést, ideiglenes adminisztrátort választott az exarchátus élére. Erre már a Vatikán gyorsan reagált, és az egyházmegyei adminisztrátor helyébe II. János Pál pápa még abban az évben kinevezte Joseph Wert latin rítusú szibériai apostoli adminisztrátort az Oroszországi Föderáció területén élő összes bizánci rítusú hívek ordináriusává is.

## Közösségek
2009-ben a következő helyeken működtek közösségek: az európai Oroszország területén Moszkvában négy, egy-egy Zsukovszkijban (Moszkvai terület) és Szentpéterváron. Szibériában pedig a következő településeken: Novoszibirszk, Tomszk, Cseljabinszk, Kopejszk (Cseljabinszki terület), Omszk, Szargatszkoje (Omszki terület), Megion (Tyumenyi terület), Szurgut, Nyizsnyevartovszk, Hanti-Manszijszk, Prokopjevszk és Novokuznyeck (Kemerovói terület). 2010-ben öt parókiát regisztráltak Szibériában a világi hatóságok, míg Moszkvában két parókia és egy lelkipásztori központ működött, de hivatalos bejegyzés nélkül. További közösségek működtek Szentpéterváron és Obnyinszkban (Kalugai terület). 2013-ban 13 működő parókiáról és öt további lelkipásztori egységről számoltak be Szibéria területén, míg öt parókiáról és három további lelkipásztori egységről az európai Oroszországban. Néhány parókia az ukrán hívek lelkipásztori gondozását látja el.
Az exarchátus minimális intézményrendszerrel rendelkezik. Egy bizánci rítusú pap szolgál az ordinariátus titkáraként. Van egy koordinátora a Szibériában szolgáló papoknak, valamint működik egy liturgikus és egy kateketikai bizottság.
Oroszországon kívül is vannak orosz katolikus plébániák és vallási közösségek Dublin, Meudon, Párizs, Chevetogne, Lyon, Berlin, München, Róma, Milánó San Francisco, New York, El Segundo, Denver, Buenos Aires,, Melbourne és Szingapúr városokban. Ezek mindenütt a helyi latin rítusú katolikus püspökök alá vannak rendelve.
A 2014-es Annuario Pontificio pápai statisztikai évkönyvben az oroszországi és a harbini exarchátusok továbbra is mint fennálló, de nem újraszervezett egyházkormányzati egységek szerepelnek, noha közben mindkettő élére már bizánci rítusú püspökök kaptak kinevezést.

## Fordítás
- Ez a szócikk részben vagy egészben  a   Russian Greek Catholic Church című angol Wikipédia-szócikk fordításán alapul.  Az eredeti cikk szerkesztőit annak laptörténete sorolja fel. Ez a jelzés csupán a megfogalmazás eredetét és a szerzői jogokat jelzi, nem szolgál a cikkben szereplő információk forrásmegjelöléseként.